# Zatoka Perska
Zatoka Perska, także: Zatoka Irańska lub Zatoka Arabska (pers. خليج فارس – Chalidż-e Fars, arab. الخليج الفارسي – Al-Chalidż al-Farsi) to zatoka wcinająca się między Półwysep Arabski a wybrzeże Iranu. Tradycyjnie nazywana jest zatoką, ale ze względu na jej powierzchnię (233 000 km²) można by ją uznać także za morze śródlądowe. Z Morzem Arabskim połączona jest poprzez Cieśninę Ormuz i Zatokę Omańską.
Nad Zatoką Perską położone są następujące kraje: Zjednoczone Emiraty Arabskie, Arabia Saudyjska, Katar (na półwyspie u wybrzeży saudyjskich), Bahrajn (na wyspie w pobliżu Kataru), Kuwejt, Oman, Irak oraz Iran.
Do Zatoki Perskiej uchodzi rzeka Szatt al-Arab, która powstaje z połączenia wód Tygrysu i Eufratu. Tworzy ona rozległą deltę, a jej dawna odnoga - Zatokę Kuwejcką.

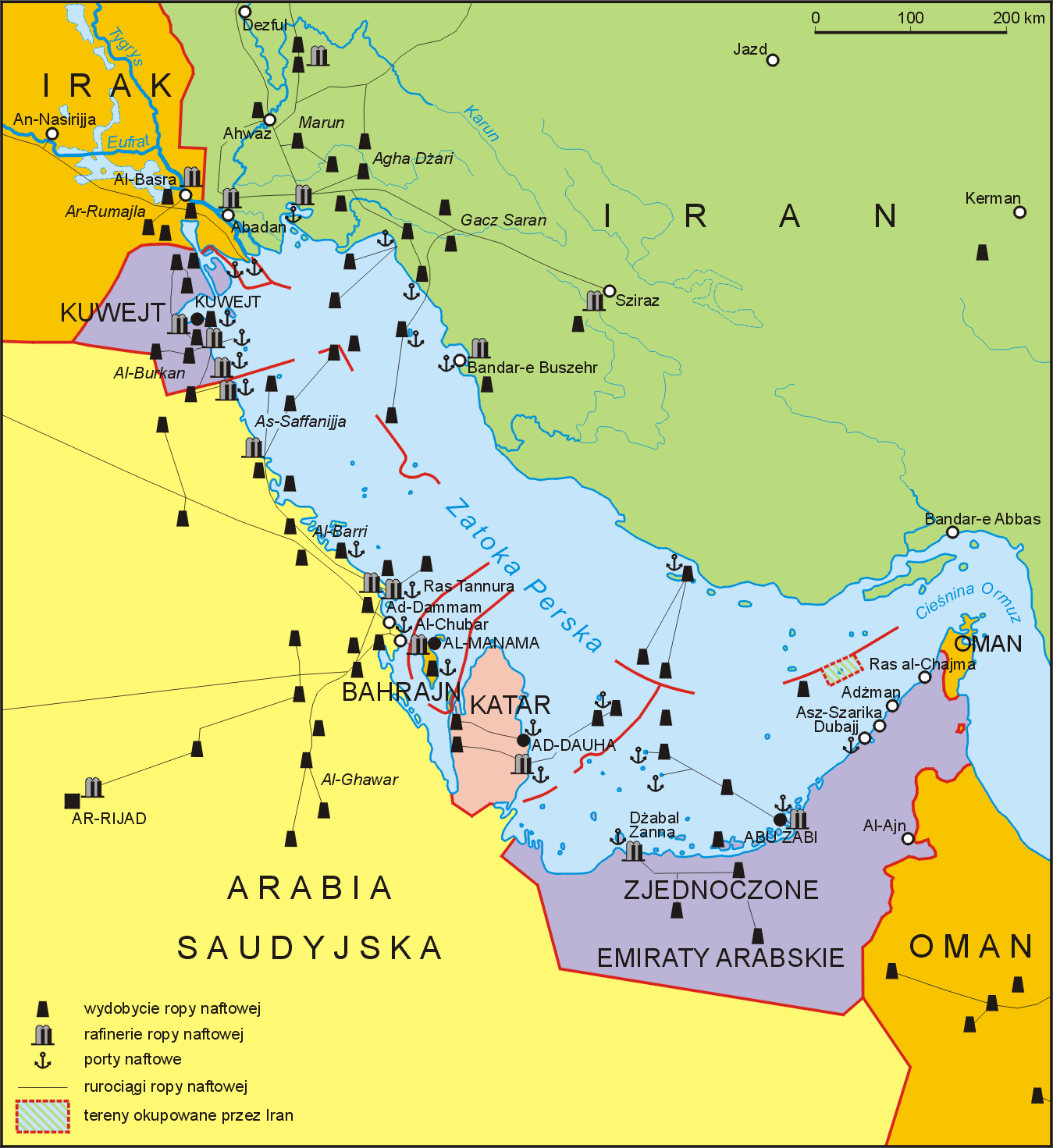
Mapa wydobycia ropy naftowej w rejonie Zatoki Perskiej

Pod dnem Zatoki Perskiej oraz w rejonach nadbrzeżnych znajdują się największe na świecie złoża ropy naftowej. Rozwinął się tu także na dużą skalę przemysł przetwórstwa ropy naftowej (rafinerie, zakłady petrochemiczne, porty naftowe itp.). W związku z dużym ruchem tankowców istnieje zagrożenie wystąpienia katastrof ekologicznych.
W związku z bogactwem tego regionu, niektóre małe wysepki są przedmiotem sporów terytorialnych. Sama Zatoka była też miejscem walk w trakcie niedawnych konfliktów zbrojnych w regionie Bliskiego Wschodu: w czasie wojny iracko-irańskiej w latach 1980-88 (atakowane były m.in. tankowce) oraz w trakcie wojny przeciwko Irakowi po jego inwazji na Kuwejt, dla której ukuta została nazwa wojna w Zatoce Perskiej, chociaż większość działań zbrojnych toczyła się na lądzie.
Nazwa tego akwenu pojawiła się już w starożytności. Nadana przez Greków nazwa nawiązuje do starożytnej Persji (obecnie Iran). W latach 60. XX wieku wraz ze wzrostem arabskiego nacjonalizmu w świecie arabskim pojawiła się tendencja, by używać określenia „Zatoka Arabska”. Jednakże rząd irański wniósł na forum ONZ wniosek o uznanie za oficjalną jedynie nazwy „Zatoka Perska”. Przyjęte to zostało w dwóch dokumentach oenzetowskich z 1971 i 1984 roku. Większość krajów i organizacji używa tej właśnie nazwy, podczas gdy kraje arabskie nadal opowiadają się za nazwą „Zatoka Arabska”.